# Floris e Brancaflor
 Floris e Brancaflor (em francês: Floire et Blancheflour) é o nome de uma história romântica popular que foi contada na Idade Média em muitas línguas e versões vernáculas diferentes. Aparece pela primeira vez na Europa por volta de 1160 em francês "aristocrático". Aproximadamente entre o período de 1200 e 1350 foi um dos mais populares de todos os enredos românticos.